# Camino al Tagliamento
Camino al Tagliamento (furlanisch Cjamin di Codroip) ist eine Gemeinde in der Region Friaul-Julisch Venetien in Friaul, Italien mit 1528 Einwohnern (Stand 31. Dezember 2023).